# Finale du Grand Prix IAAF 1986
Navigation
Édition précédente Édition suivante
La 2e Finale du Grand Prix de l'IAAF s'est déroulée le 10 septembre 1986 au Stade olympique de Rome. Dix-sept épreuves figurent au programme (10 masculines et 7 féminines).

## Classement général

### Hommes
1. Saïd Aouita : 63 points
2. Andre Phillips : 61 points
3. Steve Scott : 61 points

### Femmes
1. Yordanka Donkova : 69 points
2. Maricica Puica : 65 points
3. Tsvetanka Khristova : 63 points

## Résultats

### Hommes
| Épreuves          | Or                                        | Argent                                        | Bronze                                     |
| ----------------- | ----------------------------------------- | --------------------------------------------- | ------------------------------------------ |
| 100 m             | Ben Johnson Canada 10 s 02                | Chidi Imoh Nigeria 10 s 08                    | Linford Christie Royaume-Uni 10 s 15       |
| 800 m             | Peter Elliott Royaume-Uni 1 min 46 s 91   | William Wuycke Venezuela 1 min 47 s 03        | Earl Jones États-Unis 1 min 47 s 16        |
| Mile              | Steve Scott États-Unis 3 min 50 s 28      | José Manuel Abascal Espagne 3 min 50 s 54     | John Walker Nouvelle-Zélande 3 min 50 s 93 |
| 5 000 m           | Saïd Aouita Maroc 13 min 13 s 13          | Stefano Mei Italie 13 min 14 s 29             | Sydney Maree États-Unis 13 min 14 s 62     |
| 3 000 m steeple   | William Van Dijck Belgique 8 min 25 s 34  | Hagen Melzer Allemagne de l'Est 8 min 25 s 65 | Henry Marsh États-Unis 8 min 25 s 85       |
| 400 m haies       | Andre Phillips États-Unis 48 s 14         | Amadou Dia Bâ Sénégal 48 s 47                 | Danny Harris États-Unis 49 s 28            |
| Saut en hauteur   | Igor Paklin Union soviétique 2,34 m       | Jim Howard États-Unis 2,31 m                  | Doug Nordquist États-Unis 2,28 m           |
| Triple saut       | Mike Conley États-Unis 17,16 m            | Dario Badinelli Italie 16,82 m                | Joseph Taiwo Nigeria 16,79 m               |
| Lancer du poids   | Ulf Timmermann Allemagne de l'Est 21,67 m | Werner Günthör Suisse 21,61 m                 | Alessandro Andrei Italie 21,20 m           |
| Lancer du marteau | Sergey Litvinov Union soviétique 84,88 m  | Youri Sedykh Union soviétique 81,98 m         | Igor Nikulin Union soviétique 79,84 m      |

### Femmes
| Épreuves          | Or                                               | Argent                                           | Bronze                                        |
| ----------------- | ------------------------------------------------ | ------------------------------------------------ | --------------------------------------------- |
| 200 m             | Valerie Brisco-Hooks États-Unis 22 s 30          | Evelyn Ashford États-Unis 22 s 31                | Ewa Kasprzyk Pologne 22 s 58                  |
| 400 m             | Marita Koch Allemagne de l'Est 49 s 17           | Valerie Brisco-Hooks États-Unis 50 s 21          | Diane Dixon États-Unis 50 s 64                |
| 1 500 m           | Tatyana Samolenko Union soviétique 4 min 02 s 71 | Maricica Puica Roumanie 4 min 03 s 55            | Kirsty Wade Royaume-Uni 4 min 03 s 74         |
| 5 000 m           | Olga Bondarenko Union soviétique 15 min 16 s 84  | Svetlana Guskova Union soviétique 15 min 17 s 95 | Mary Knisely États-Unis 15 min 22 s 33        |
| 100 m haies       | Yordanka Donkova Bulgarie 12 s 47                | Ginka Zagorcheva Bulgarie 12 s 49                | Cornelia Oschkenat Allemagne de l'Est 12 s 71 |
| Lancer du disque  | Tsvetanka Khristova Bulgarie 68,90 m             | Svetla Mitkova Bulgarie 58,98 m                  | Márta Kripli Hongrie 58,52 m                  |
| Lancer du javelot | Petra Felke Allemagne de l'Est 70,64 m           | Fatima Whitbread Royaume-Uni 69,40 m             | Tiina Lillak Finlande 65,46 m                 |